# Pleomorfie

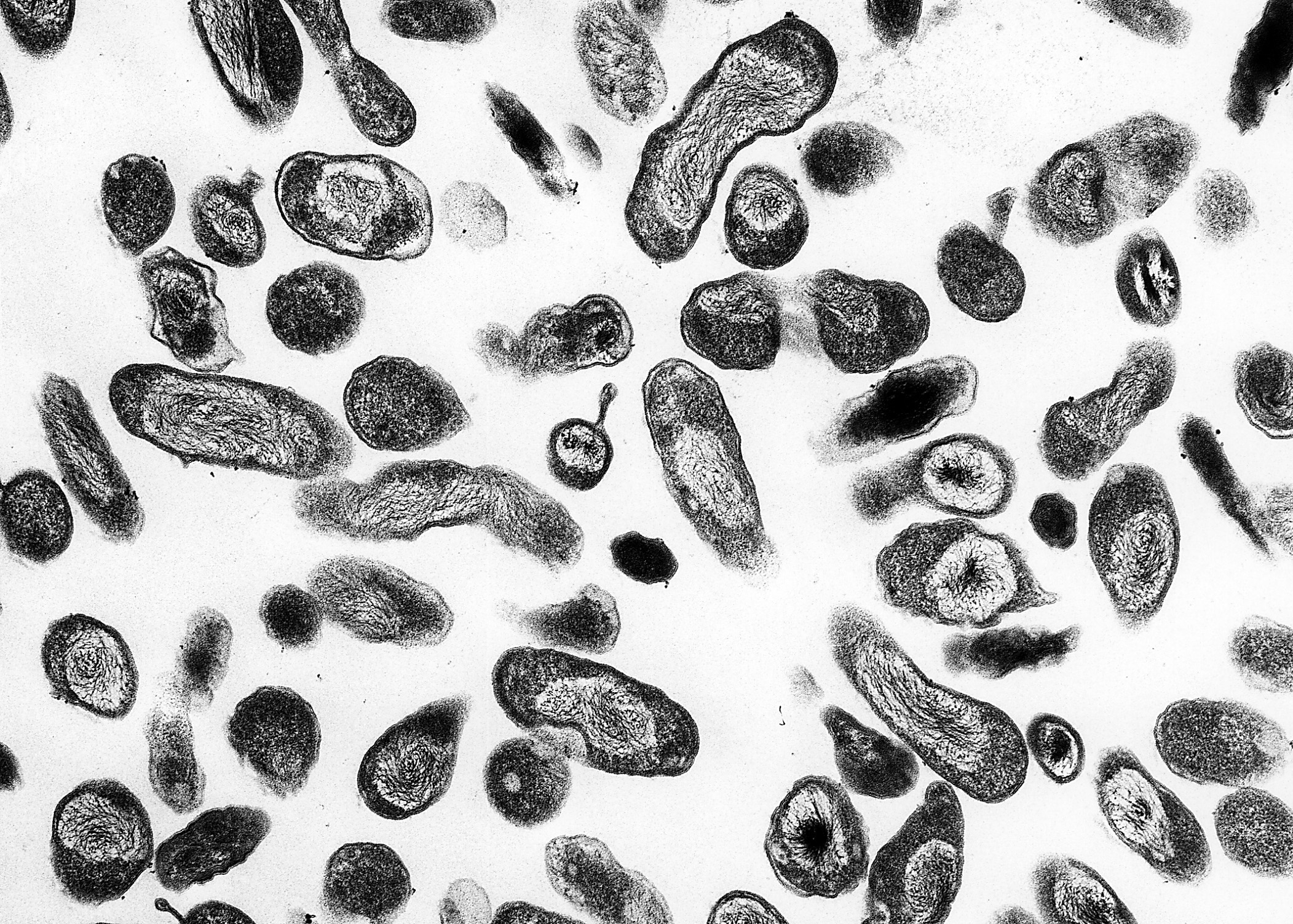
Pleomorfie bij Coxiella burnetii

Pleomorfie is een verschijnsel bij micro-organismen zoals bacteriën en schimmels dat ze afhankelijk van de omgevingsomstandigheden of bepaalde ontwikkelingsstadia meerdere vormen kunnen aannemen. Zo komen in jonge culturen van Azotobacter staafvormige cellen voor alleen of in paren, maar in oudere culturen zijn de cellen daarentegen meer bolvormig (kok). Zelfs individuele cellen van meercellige organismen kunnen pleomorfie vertonen en hun uiterlijk veranderen. Dit geldt ook voor pathologisch veranderde cellen, zoals tumorcellen.
Pleomorfieën zijn onder andere bekend van Coxiella burnetii, Corynebacteria, Brucella, Arthrobacter, Azotobacter, Bacteroides en Arcanobacterium. Zo kan de Arthrobacter voorkomen als een staafvormige (rod) bacterie, maar ook als bolvormige bacterie. Ook de bacterie Caulobacter crescentus beschikt over deze eigenschap. De lengte van deze staafvormige bacterie is afhankelijk van de fosfaatconcentratie. Wanneer deze concentratie laag is heeft de bacterie meer celoppervlakte nodig om de benodigde inname te handhaven.
Ook bij sommige virussen komen pleomorfieën voor. Influenzavirussen hebben bijvoorbeeld een capside (eiwitmantel) waarvan de vorm afhangt van de manier waarop ze de gastheercel verlaten. Een ander virus met een variabele morfologie is het pokkenvirus, dat zowel ovale als rechthoekige (baksteenvormige) vormen kan aannemen. Pleomorfie bij virussen is geen werkelijke pleomorfie, omdat een individueel virion zich niet zelfstandig kan veranderen; pas na replicatie kan variatie in uiterlijk ontstaan. 